# Judengasse 5 (Coburg)

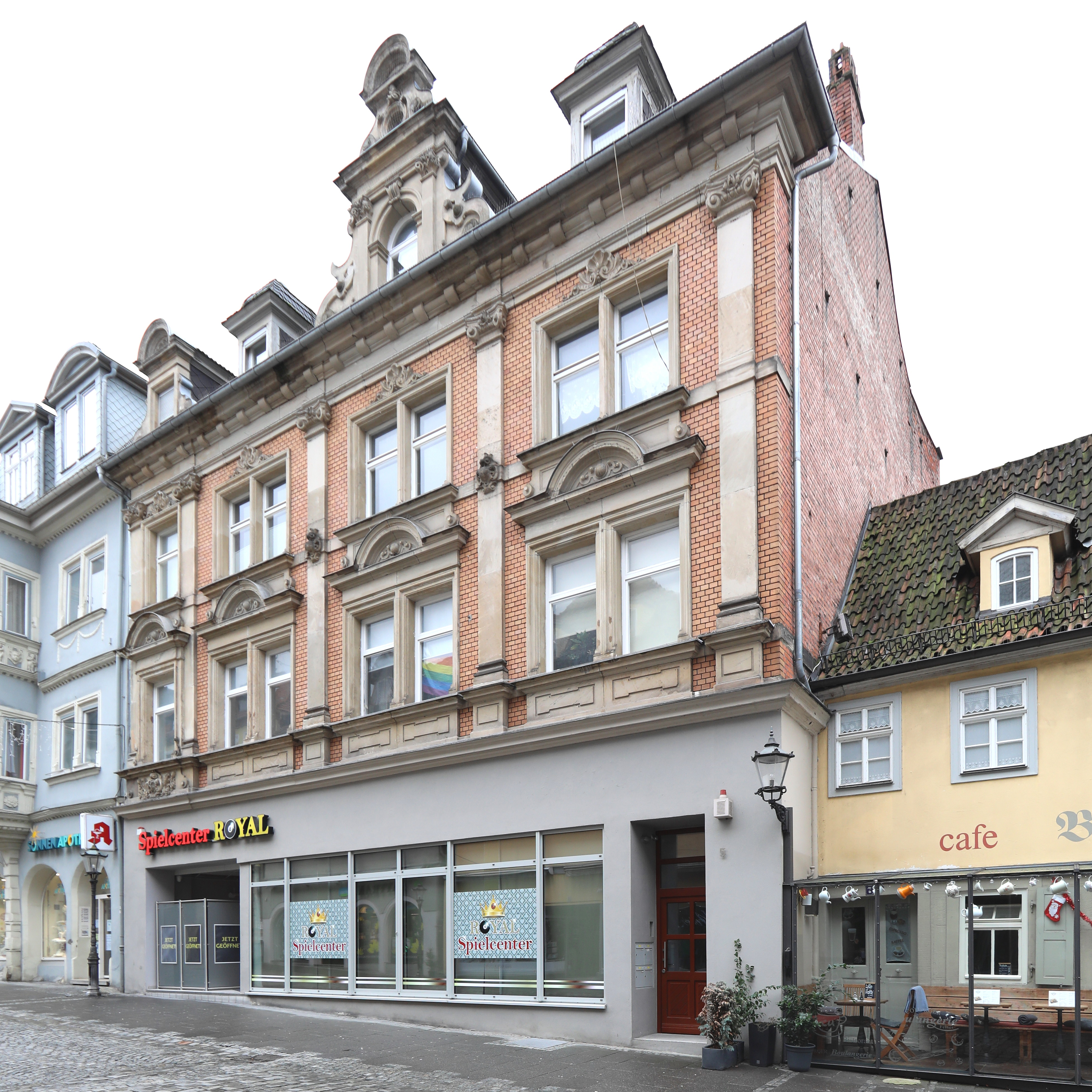
Wohn- und Geschäftshaus Judengasse 5 in Coburg

Das Wohn- und Geschäftshaus Judengasse 5 steht in der oberfränkischen Stadt Coburg. Das Gebäude wurde 1896 mit einer Fassade im Stil der Spätrenaissance errichtet und ist als Baudenkmal in der Bayerischen Denkmalliste eingetragen. Es beherbergte bis in die 1950er Jahre eine Gastwirtschaft und wurde von 1923 bis 1933 als Volkshaus genutzt.

## Geschichte
Das erstmals 1432 erwähnte Anwesen wurde 1685 als ein altes Haus mit zwei Stockwerken, drei Stuben, zwei Keller und einem Stall beschrieben. Im Jahr 1795 erwarb der Buchbinder Johann Daniel Meusel das Gebäude von dem Tuchmacher Johannes Thomas Kempf. Meusel betrieb dort in der Folge eine Buchbinderei und ein Leseinstitut, wo Zeitungen und Bücher gelesen werden konnten. Im Jahr 1817 ließ er sein Geschäft um einen Saal für eine Leihbücherei erweitern und 1819 erhielt er die Buchhandlungskonzession. 1850 ließ der Enkel Adolf Meusel das Gebäude aufstocken. Im Jahr 1875 starb Meusel, seine Witwe vermietete anfangs die Räume an den Tapezierer Georg Schrödel, der dort Ausstellungsräume für seine Möbelhandlung unterhielt.:S. 193–196
Schrödel erwarb 1883 das Haus von Marie Meusel für 37.000 Goldmark und eröffnete eine Bierwirtschaft. Wegen einer Verschuldung kam es 1896 zur Zwangsversteigerung und die Hauptgläubiger, die Brauereibesitzer Samuel und Gotthold Sturm, kauften das Anwesen. Sie veranlassten im selben Jahr den Abbruch und einen Ersatzneubau auf dem Bestandskeller. Das neue Speiselokal wurde 1897 verpachtet und unter dem Namen „Sturms Bierhalle“ eröffnet. An der Rückseite des Gebäudes befand sich zusätzlich ein bewirtschafteter Garten. Der finanzielle Erfolg hielt sich aber in Grenzen.:S. 76–77
Im Jahr 1923 kaufte der Bezirkskonsumverein die Immobilie von der Brauerei für zwei Millionen Mark an. Der Verein wollte den Mitgliedern der Konsumgenossenschaft und der Gewerkschaften mit der neuen Gaststätte „Volkshaus“ einen Versammlungs- und Tagungsort zur Verfügung stellen. Im selben Jahr wurden ein Saalbau auf der rückwärtigen Seite, an Stelle des Biergartens, errichtet und vier Gewerkschaftsbüros eingebaut. 1927 gründeten die Gewerkschaften, die Konsumgenossenschaft und das Coburger Volksblatt zwecks Übernahme des Anwesens eine Trägergesellschaft, die Genossenschaft Volkshaus eGmbH. In der Folge wurde modernisiert. Danach bestand das Anwesen aus dem Wirtschaftsraum mit zwei Nebenzimmern, dem Saalbau mit drei Nebenzimmern, drei Gewerkschaftsbüros, Fremdenzimmern, einer Wohnung für den Pächter und zwei weiteren Wohnungen. Die Bewirtschaftung erfolgte durch einen Pächter.
Am 16. Oktober 1932, bei den Feiern zum 10. Jahrestag von Hitlers „Zug nach Koburg“, am sogenannten Hitler-Tag, forderten etwa 1500 Demonstranten der NSDAP das Entfernen der auf dem Volkshaus der SPD gehissten schwarz-rot-goldenen Reichsfahne der Weimarer Republik. Fensterscheiben wurden eingeworfen und versucht das Gebäude zu stürmen, bis schließlich die Landespolizei die Judengasse räumte. Am 9. März 1933 besetzte erstmals die SA das Volkshaus, verbrannte die Fahnen der Eisernen Front und hisste die Hakenkreuzfahne. Eine Verhaftungswelle setzte in Coburg ein, die unter anderem 21 SPD-, Konsumvereins-, Gewerkschafts-, Volksblatt- und KPD-Mitglieder betraf. Am 2. Mai desselben Jahres wurden die Gewerkschaften verboten. Die SA besetzte erneut das Anwesen, beschlagnahmte Vermögen sowie Inventar und übergab es der Nationalsozialistischen Betriebszellenorganisation (NSBO). Das Haus wurde Verwaltungssitz der Deutschen Arbeitsfront. Der Name des Gasthauses wurde in „Zur Deutschen Arbeitsfront“ geändert. Der Gastronom und Fleischmeister Otto Will übernahm die Führung des Lokals. Da die NSBO die Raten des Hypothekendarlehens bei der Sparkasse Coburg trotz Mieteinnahmen nicht zahlte, folgte Mitte 1935 die Enteignung durch Zwangsversteigerung des Grundstücks mit dem Zuschlag an Will für 52.900 Reichsmark. Der neue Name des Speiselokals lautete „Saalbau Will“.
Nach dem Zweiten Weltkrieg wurde das Grundstück unter treuhänderische Verwaltung gestellt und in einem Vergleich vor der Wiedergutmachungskammer von dem neugegründeten Gewerkschaftsbund nicht übernommen. Die Büroräume wurden noch bis zum Umzug 1959 in den Neubau in der Mohrenstraße 7 genutzt. Der Saalbau Will existierte bis 1965. Von 1958 bis 1962 und 1968 erfolgte ein Umbau des Vorderhauses. Dabei wurde die Erdgeschossfassade umgestaltet und die Gaststätte zu einer Spielhalle umfunktioniert, während der Saal seit den 1970er Jahren als Supermarkt genutzt wurde. 1993 musste der Saalbau im Rahmen der Altstadtsanierung Parkplätzen weichen. 2001 wurde die Fassade saniert.

## Architektur

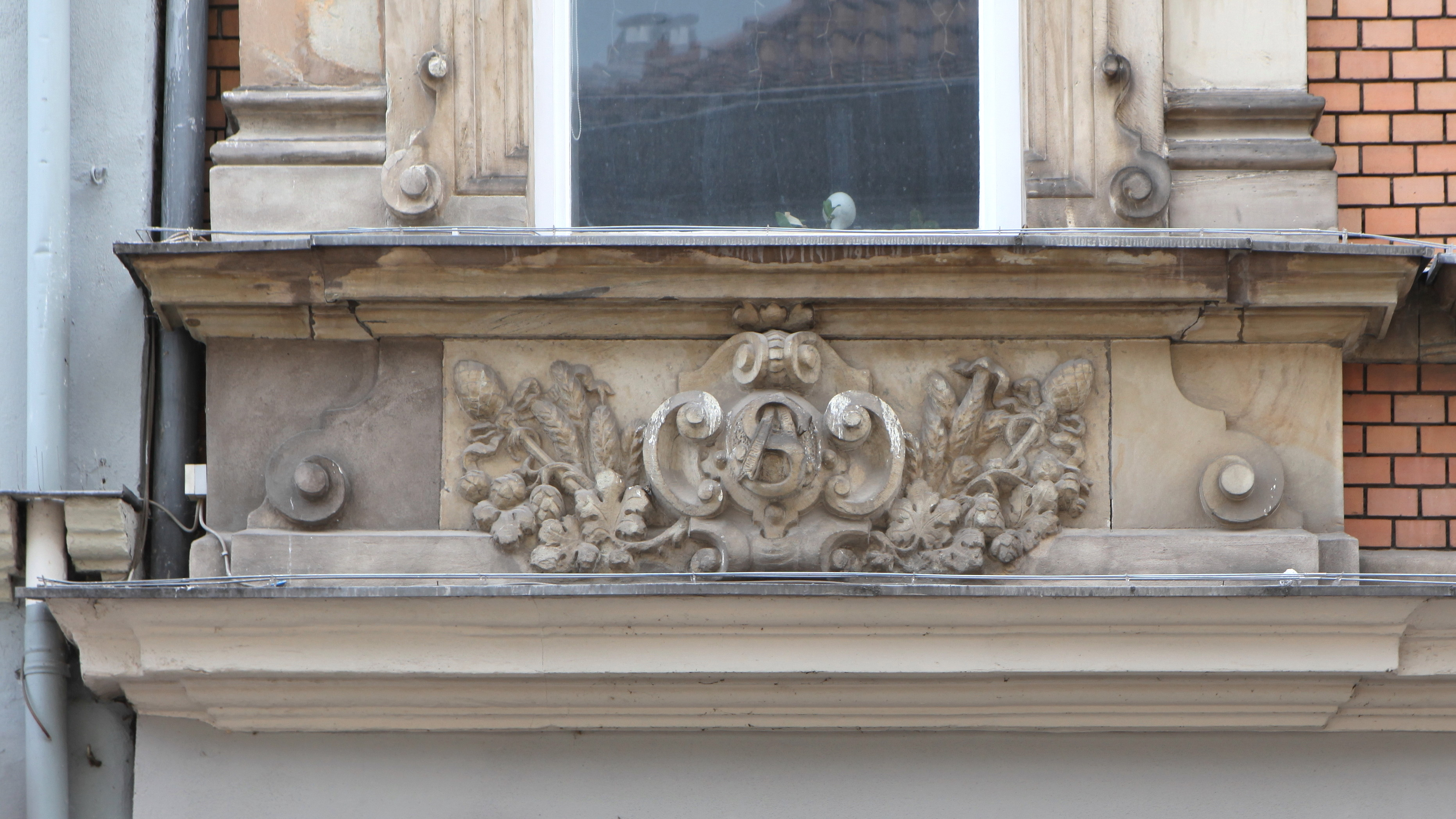
Brüstung mit den Initialen AS (Anton Sturm)

Das dreigeschossige, traufständige Satteldachgebäude errichtete 1896 der Baumeister und Lehrer an der herzoglichen Baugewerkschule Johannes Köhler. Das im Mischstil von Spätmanierismus und Spätrenaissance gestaltete Wohngeschäftshaus hebt sich deutlich von den einfacher gestalteten Häusern in der Nachbarschaft ab. Abgesehen vom Erdgeschoss mit seinem modernen, durchgehenden Schaufensterband zeigen die beiden Obergeschosse in Ziegelbauweise mit Sandsteingliederungen den ursprünglichen Charakter des Bauwerks, dessen Fassade in vier Abschnitte geteilt ist. Kartuschen und Laubwerk zieren die Fensterbrüstungen des ersten Obergeschosses, deren Rahmen auf Volutenfüßen stehen, während die Fensterbedachung von über Profilstürzen eingezogenen Bögen gebildet werden. Zweites und erstes Obergeschoss trennt ein um die Fensterbrüstungen verkröpftes Band. Bemerkenswert ist die nach rechts aus der Mittelachse gerückte Ziergaube, die durch Volutenstützen und Halbsäulen gegliedert ist. Die beiden seitlichen Gauben treten dagegen optisch zurück, während die Gaube über der linken Fensterachse wieder in den Vordergrund tritt.